# 서천읍성
서천읍성(舒川邑城)은 대한민국 충청남도 서천군 서천읍에 있는 조선시대의 읍성이다. 1984년 5월 17일 충청남도의 문화재자료 제132호로 지정되었다.

## 구조
흙으로 쌓아 만든 서천읍성은 한 도읍 전체를 둘러싸고 군데군데 문을 만들어 바깥과 통하게 만든 성이다. 전설에 의하면 여자 100명이 성을 쌓고 장사 1명이 홍여다리를 짓는 내기를 하였는데, 여자들이 성을 다 쌓고 즐거운 함성을 지를 때 장사가 급히 마지막 돌을 끼워서 똑같이 끝나 무승부가 되었다고 한다.
「서천읍성」은 1438년(세종 20년)에 반포된 <축성신도(築城新圖)>에 따른 ‘계단식 내벽’과, 1443년(세종25년) 이보흠(李甫欽)이 건의한 한양도성의 ‘수직 내벽’ 축조기법이 동시에 확인되는 등 조선 초기 축성정책의 변천과정을 이해할 수 있는 사적이기도 하다.
『충청도읍지』 등의 문헌에 따르면 「서천읍성」에는 치성(雉城)이 17개소가 있었던 것으로 판단되나, 현재까지의 조사결과 16개소가 대체로 90m의 간격을 두고 설치된 것이 확인되는데, 이는 1433년(세종 15년) 150보 간격(주척환산 155m)으로 설치하도록 한 기준보다 촘촘하게 배치된 형태로, 다른 읍성에서는 찾기 어려운 독특한 양식을 가지고 있는 등 학술적인 가치가 인정된다.
이 밖에도, 1451년(문종 1년) 『문종실록』에 성터가 높고 험하여 해자를 파기 어렵다는 기록이 있어 후대에 조성된 것으로 추정되는 해자를 비롯하여 방어용으로 추정되는 1.5~2m 간격의 수혈유구가 확인되는 등 조선 초기의 연해읍성 축성 구조와 변화 과정 등을 살펴 볼 수 있다.
성벽은 둘레 1,645m 중 1,535.5m 잔존(약 93.3%), 높이는 3m로, 현재는 동문터의 성벽 일부만 남아 있다.

## 역사
서천읍성은 조선 초기 세종 연간(1438년~1450년 경) 금강 하구를 통해 충청 내륙으로 침입하는 왜구를 방어하기 위해 돌로 쌓은 1,645m 규모의 연해읍성(沿海邑城)이다. 연해읍성으로는 드물게 자연 지세를 활용하여 산지(山地)에 축성되었으며, 일제강점기 ‘조선읍성 훼철령(1910년)’으로 전국의 읍성이 철거되는 수난 속에서 성 내부의 공해시설(公廨施設, 행정·군사 등의 공무수행에 필요한 시설)은 훼손되었으나, 남문지 주변 등 일부를 제외한 성벽은 대부분이 잘 남아있다.

## 참고 자료
- 서천읍성 - 국가유산청 국가유산포털
- 이 문서에는 국가유산청에서 공공누리 제1유형으로 배포된 자료를 바탕으로 한 내용이 포함되어 있습니다.